# Motörhead (album)
| Recensione             | Giudizio |
| ---------------------- | -------- |
| AllMusic               |          |
| Encyclopaedia Metallum | 71/100   |

Motörhead è il primo album ufficiale dell'omonima band, pubblicato nel 1977 dalla Chiswick Records.

## Il disco
Il 1º aprile dello stesso anno, i Motörhead, dopo alcuni anni infruttuosi, decidono di fare il loro ultimo concerto al London Marquee Club di Londra. Avevano chiesto a Ted Carrol, uomo importante dell'etichetta Chiswick Records, di registrare quel concerto per posterità. Però, anziché il concerto, offrì alla band l'opportunità di registrare un singolo. Questa era la loro ultima opportunità e registrarono in soli due giorni l'intero disco. L'album permise al gruppo di rimanere insieme, anche se il loro grande successo arrivò solo nel 1979, con la pubblicazione dell'album Overkill.
Le canzoni scelte per l'album furono solamente otto, le quattro restanti della registrazione vennero inserite, tre anni più tardi, nell'EP Beer Drinkers & Hell Raisers.
L'omonima title track, scritta dal leader Lemmy quando militava ancora negli Hawkwind fu scelta come primo singolo.
L'illustrazione di copertina rappresenta lo Snaggletooth, immagine creata dal grafico Joe Petagno e che in futuro sarebbe diventato il simbolo principale dei Motörhead.

## Tracce
1. Motörhead (Lemmy Kilmister) – 3:13
2. Vibrator (Larry Wallis) – 3:39
3. Lost Johnny (Farren, Kilmister) – 4:15
4. Iron Horse/Born to Lose (Brown, Lawrence, Phil Taylor) – 5:21
5. White Line Fever (Eddie Clarke, Kilmister, Taylor) – 2:38
6. Keep Us on the Road (Clarke, Farren, Kilmister, Taylor) – 5:57
7. The Watcher (Kilmister) – 4:30
8. The Train Kept A-Rollin' (Bradshaw, Kay, Mann - cover di Tiny Bradshaw) – 3:19

### Bonus tracks
1. City Kids (Sanderson, Wallis - cover dei Pink Fairies – 3:24
2. Beer Drinkers and Hell Raisers (Billy Gibbons, Dusty Hill, and Frank Beard - cover degli ZZ Top) – 3:27
3. On Parole (Wallis) – 5:57
4. Instro – 2:27
5. I'm Your Witchdoctor (cover dei John Mayall & the Bluesbreakers) – 2:58

### Edizione 40º Anniversario
1. Lost Johnny (Mix 2) - 4:17
2. City Kids (Mix 1) - 3:23
3. I'm Your Witch Doctor (alternative mix) - 2:40
4. The Watcher (Mix 3) - 4:23
5. White Line Fever (mix 7) - 2:35
6. Keep Us on the Road (mix 1) - 6:05
7. Motörhead (alternative vocal & guitar solo) - 3:12

Nell'edizione rimasterizzata del 2001 sono state aggiunte 5 bonus track. La prima è la b-side di Motörhead mentre le altre quattro sono inediti provenienti dalle sessioni dell'album stesso che saranno poi inseriti nell'EP Beer Drinkers and Hell Raisers pubblicato nel 1980. L'edizione per i 40 anni del disco, pubblicata nel 2017, include le 5 tracce bonus dell'edizione del 2001 più altre 7, per un totale di 12 brani bonus.

## Formazione
- Lemmy Kilmister - basso, voce,
- "Fast" Eddie Clarke - chitarra
- Phil "Philty Animal" Taylor - batteria